# Smittium longisporum
Smittium longisporum är en svampart som beskrevs av M.C. Williams, Lichtw. & S.W. Peterson 1982. Smittium longisporum ingår i släktet Smittium och familjen Legeriomycetaceae.   Inga underarter finns listade i Catalogue of Life.